# Kubai pirókpinty
A kubai pirókpinty (Melopyrrha nigra)  a madarak osztályának verébalakúak (Passeriformes) rendjébe és a tangarafélék (Thraupidae) családjába tartozó nem.

## Rendszerezése
A fajt Carl von Linné svéd természettudós írta le 1758-ban, a Loxia  nembe Loxia nigra néven.

## Alfajai
- Melopyrrha nigra nigra (Linnaeus, 1758)  - Kuba
- Melopyrrha nigra taylori Hartert, 1896 - Kajmán-szigetek[2]

## Előfordulása
Kuba területén honos. Természetes élőhelyei a szubtrópusi és trópusi síkvidéki és hegyi esőerdők, valamint cserjések és másodlagos erdők. Állandó, nem vonuló faj.

## Megjelenése
Testhossza 15 centiméter.

## Életmódja
Rovarokkal, magvakkal és gyümölcsökkel táplálkozik.

## Természetvédelmi helyzete
Az elterjedési területe még nagy, de  csökken, egyedszáma szintén csökken. Az élőhelyeinek elvesztése és a széttöredezettsége, valamint a vadászat veszélyezteti.  A Természetvédelmi Világszövetség Vörös listáján mérsékelten fenyegetett fajként szerepel.